# 勇士と若返りのりんごと命の水

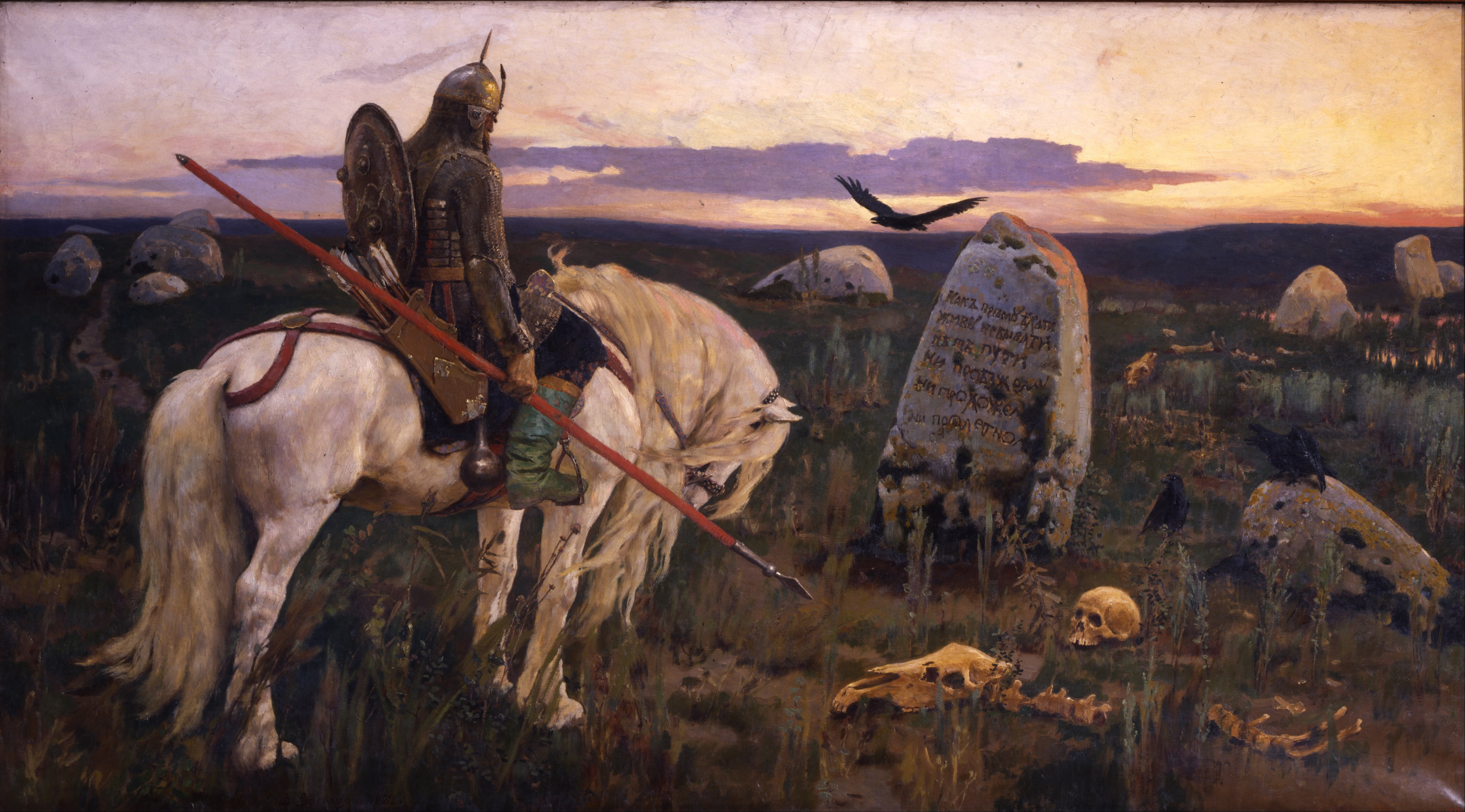
岐路に立つ騎士 by ヴィクトル・ヴァスネツォフ

「勇士と若返りのりんごと命の水」（ゆうしとわかがえりのりんごといのちのみず）は、ロシアの民話。アレクサンドル・アファナーシェフの編纂した『ロシア民話集』に収められている。

## あらすじ
目の見えなくなった年老いた王様は若返りのリンゴと命の水の噂を聞き、3人の息子に捜しに行かせる。1番目の息子が旅を進めると道標があり、馬は肥え人は飢える道、自らの命を失う道、人は肥え馬は飢える道の3つが示されていた。彼が3番目の道を選んで進むと、未亡人の家に招かれ食事を貰う。未亡人の娘のドゥーニャと寝るよう勧められそれを受け入れると、彼は地下室に閉じ込められる。2番目の息子も同じ運命をたどる。
末っ子は未亡人の家で添い寝を勧められるとそれを断り、風呂に入りたいと申し出る。ドゥーニャは彼を風呂場に閉じ込めようとするが、末っ子はドゥーニャを棒で叩いて兄たちの居場所を自白させる。兄たちは解放されたが城に戻れずにいた。
末っ子が旅を進めると布を織る娘に会う。道を尋ねると彼女は姉に聞くように言う。さらに旅を進めると、さっきの娘の姉に会う。道を尋ねると、2枚翼の馬に乗り換えてさらに上の姉に会うように言う。上の姉に会うと4枚翼の馬に乗り換えて魔女の庭に忍び込むように言う。庭から若返りのりんごと命の水を盗むと急いで城へ戻った。盗まれたことに気付いた魔女は6枚翼の馬で追いかけるが捕まえられず、兄の手で殺されると予言して帰る。
末っ子は帰り道で2人の兄が寝ているのを見つけると、馬を放して一緒に眠り始めた。目覚めた兄たちは若返りのりんごを盗んで末っ子を地下の国へ落とす。その国ではドラゴンに毎年娘を差し出さなければならず、今年は王女の番だと聞いた末っ子は、王様に王女を助けると誓う。王様は助けた末には願いをかなえたうえ、王女との結婚を約束する。末っ子はドラゴンが現れたら起こすよう王女に言って眠る。ドラゴンが現れるが王女は末っ子を起こすことができず泣きだしてしまう。涙がかかると末っ子は目を覚まし、ドラゴンを倒して頭を岩の下に、体を海に隠す。
隠れていた男が末っ子の首を切り落とし海に捨て、王女に自分が助けたと言うよう脅す。王女が男に助けてもらったと言うと王様は結婚の準備を始める。王女は海へ行き、漁師に末っ子の体と頭を獲らせる。王女が末っ子のふところから命の水を取り出してかけると末っ子は生き返る。結婚式で末っ子が男にドラゴンの頭を見せるよう言うと、男は見つけることができず、末っ子はドラゴンの頭を取り出して自分が倒したことを証明する。王様は末っ子と王女を結婚させたいが、末っ子は地上へ帰るという。王女は末っ子についていくというので、王様は鷺に2人を地上まで運ばせる。鷺に牛の肉を食べさせていたが足りなくなり、王女は自分のもも肉を与える。鷺が最後の肉がおいしかったというので王女が腿を見せると鷺は肉を吐き出した。命の水をかけると元に戻った。
末っ子が父親のもとにもどり命の水をかけて視力を戻させる。兄たちが自分からリンゴを盗んだことを言うと、兄たちは川へ飛び込んだ。末っ子は王女と結婚して幸せに過ごした。